# Schmid (Patrizierfamilie)

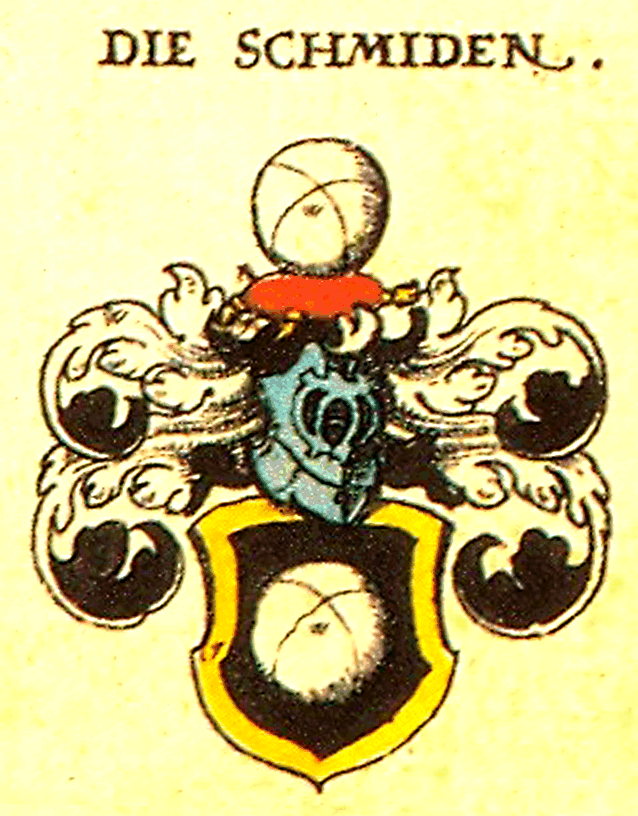
Wappen Schmid von der Kugel

Die Familie von Schmid (auch Schmid von der Kugel) ist ein Zürcher Patriziergeschlecht.

## Geschichte
Burkhart Schmid aus Klingnau wurde 1406 Bürger von Zürich. Er dürfte mit dem 1385 als Ausburger aufgenommenen und 1397 wieder aus dem Bürgerrecht ausgetretenen Bürkli Schmid identisch sein. Oswald Schmid sass spätestens ab 1441 als erster der Familie im Grossen Rat und ab 1444 im Kleinen Rat. Seit Andreas Schmid (1504–1565) 1525 auf dem Pavierzug zum Ritter geschlagen wurde, trug das Geschlecht den Junkertitel. Um 1530 wechselten die Schmid von der Zunft zur Meisen zur adeligen Gesellschaft zur Constaffel.
Mitglieder der Familie besassen 1737 bis 1765 das Schloss Goldenberg (in Dorf ZH), 1629 bis 1798 einen Anteil an der Herrschaft Kempten bei Wetzikon sowie einen Landsitz in Wollishofen.
Das Geschlecht ist in Zürich 1864 im Mannesstamm ausgestorben. Heute blüht nur noch der 1895 in den niederländischen Adel aufgenommene Zweig der Familie.

## Personen
- Burkhart Schmid († 1436), Bürger von Zürich, Wirt zum Rössli[2]
- Hans Schmid († 1479), Vogt zu Grüningen[2]
- Felix Schmid (I.) (1438–1502), genannt Fabri, Dominikaner zu Basel, Ulm, Generalprediger[2]
- Felix Schmid (II.) (1454–1524), Kaufmann, Vogt zu Kyburg, Bürgermeister, Anführer im Schwabenkrieg[3]
- Andreas Schmid (1504–1565), Söldner in französischen Diensten, Ritter, Vogt zu Baden, Vogt zu Horgen, Vogt zu Kyburg, Reichsvogt, Mitglied des Kleinen Rats[2]
- Hans Heinrich (1542–1590), Mitglied des Kleinen Rats, Vogt zu Männedorf, Vogt zu Lugano[2]